# 羅爾巴赫河 (陶伯河支流)
49°17′34″N 10°09′15″E / 49.29283°N 10.15406°E
羅爾巴赫河是德國的河流，位於該國東南部，由巴伐利亞負責管轄，屬於陶伯河的左支流，河道全長4.7公里，流域面積9.9平方公里，發源自濱湖羅特以東，河口處在因辛根以北。